# Rolando Chilavert
Rolando Chilavert (ur. 22 maja 1961 w Luque) – paragwajski piłkarz grający na pozycji pomocnika. Gracz brał udział w Mistrzostwach Świata w 1986 roku.
Jest starszym bratem bramkarza José Luisa Chilaverta.